# Lexiphanes
Lexiphanes är ett släkte av skalbaggar. Lexiphanes ingår i familjen bladbaggar.
Kladogram enligt Catalogue of Life:
| Lexiphanes | \| \| Lexiphanes affinis \| \| \| \| \| \| Lexiphanes guérini \| \| \| \| \| \| Lexiphanes mexicanus \| \| \| \| \| \| Lexiphanes saponatus \| \| \| \| \| \| Lexiphanes seminulum \| \| \| \| \| \| Lexiphanes teapensis \| \| \| \| |
|            | \| \| Lexiphanes affinis \| \| \| \| \| \| Lexiphanes guérini \| \| \| \| \| \| Lexiphanes mexicanus \| \| \| \| \| \| Lexiphanes saponatus \| \| \| \| \| \| Lexiphanes seminulum \| \| \| \| \| \| Lexiphanes teapensis \| \| \| \| |
|            | Lexiphanes affinis |
|            | |
|            | Lexiphanes guérini |
|            | |
|            | Lexiphanes mexicanus |
|            | |
|            | Lexiphanes saponatus |
|            | |
|            | Lexiphanes seminulum |
|            | |
|            | Lexiphanes teapensis |
|            | |